# SP za žene u velikom rukometu 1960.
Svjetsko prvenstvo za žene u velikom rukometu 1960. održalo se u Nizozemskoj, od 12. do 19. srpnja 1960. godine.

### Konačna ljestvica
1.  Rumunjska

2.  Austrija

3.  Njemačka

4.  Nizozemska

5.  Danska

6.  Poljska